# Manfred Wulff
Manfred Gerhard Johannes Wulff (* 8. April 1933 in Pasewalk) ist ein deutscher Wirtschaftswissenschaftler und Hochschullehrer.

## Wirken
Manfred Wulff beendete seinen Schulbesuch in Böblingen zunächst 1950 mit der Mittleren Reife und begann die Ausbildung für den gehobenen Verwaltungsdienst, die er 1956 mit der Prüfung an der Staatlichen Verwaltungsschule Stuttgart abschloss. Von 1956 bis 1959 arbeitete er beim Personalamt der Stadt Ulm. Nach der Ablegung einer Sonderreifeprüfung in Stuttgart 1959 begann er mit dem Wintersemester 1959/60 das Studium der Volkswirtschaftslehre an der Technischen Hochschule Stuttgart, seit dem Sommersemester 1962 an der Eberhard-Karls-Universität Tübingen. 1964 legte er hier die Prüfung als Diplom-Volkswirt ab. Von 1965 bis 1968 hatte er eine Stelle als wissenschaftlicher Assistent bei Erich Arndt am Lehrstuhl für Wirtschaftspolitik inne, bei dem er 1968 in Tübingen promovierte. Bis 1976 war er hier weiterhin als Assistent tätig, seine Habilitation erfolgte 1974. Von 1975 bis 1980 lehrte er in Tübingen als Dozent, von 1980 bis zu seinem Ruhestand 1998 als Professor für Volkswirtschaftslehre (Schwerpunkt Wirtschaftspolitik). Eine weitere Lehrtätigkeit übte er an der Württembergischen Verwaltungs- und Wirtschaftsakademie e.V. in Stuttgart aus.

## Veröffentlichungen (Auswahl)
- Ungelöste Probleme der Außenwirtschaftstheorie. Versuch einer Synthese verschiedener Theoriekreise. Dissertation Universität Tübingen 1968.
- Geld- und Kreditpolitik als Mittel der Konjunktursteuerung. Theoretische Grundlagen, Ansatzpunkte und Probleme. In: Hans-Georg Wehling (Hrsg.): Konjunkturpolitik. Fachwissenschaftliche Analysen und Unterrichtsempfehlung (= Analysen, Bd. 18). Leske und Budrich, Opladen 1976, S. 96–109, ISBN 3-8100-0167-8.
- Die neoliberale Wirtschaftsordnung. Versuch einer dynamischen Analyse der Konzeption und der Realität (= Tübinger wirtschaftswissenschaftliche Abhandlungen, Bd. 21). Mohr, Tübingen 1976, ISBN 3-16-338502-8 (Habilitationsschrift Universität Tübingen).
- Die Problematik der staatlichen Vermögenspolitik und die Erfolgsaussichten einer positiven (progressiven) und negativen (regressiven) Vermögenssteuer. In: Manfred Wulff u. a. (Hrsg.): Grenzen der Planung. Aufsätze zur Sozial- und Wirtschaftsordnung [Festschrift für Erich Arndt zum 60. Geburtstag]. Mohr, Tübingen 1976, S. 149–185, ISBN 3-16-338102-2.
- Theorien und Dogmen als Ursachen wirtschaftspolitischer Probleme. Duncker & Humblot, Berlin 1985, ISBN 3-428-05823-2.
- Kreditmarkttheoretische Erklärung der Zins- und Zahlungsbilanzentwicklung in einer offenen Volkswirtschaft mit festen Wechselkursen. Konsequenzen für die Geldpolitik. In: Jahrbücher für Nationalökonomie und Statistik, Bd. 205 (1988), S. 209–228.
- Die geistigen Grundlagen und Quellen des Ordoliberalismus in den 30er und 40er Jahren. In: Jörg-Dieter Gauger (Hrsg.): Soziales Denken in Deutschland zwischen Tradition und Innovation. Bouvier, Bonn 1990, S. 156–170, ISBN 3-416-02242-4.
- Die Bedeutung des Kontokorrentkredites für die Geldnachfrage. In: Jahrbücher für Nationalökonomie und Statistik, Bd. 210 (1992), S. 254–265.
- Bedeutung der Haushaltsziele für die Zins-, Zahlungsbilanz- (Wechselkurs-) und Einkommensentwicklung. Konsequenzen für die privaten Haushalte und die Wirtschaftspolitik (= Volkswirtschaftliche Schriften, Bd. 463). Duncker & Humblot, Berlin 1996, ISBN 3-428-08819-0.